# Pixels (film, 2010)
Pour les articles homonymes, voir Pixels (homonymie).
Pour plus de détails, voir Fiche technique et Distribution.
Pixels est un court métrage français réalisé par Patrick Jean et sorti en 2010.
Il dépeint l'invasion de New York par des jeux vidéo classiques en 8-bit, tels que Space Invaders, Pac-Man, Tetris, Arkanoid, et autres.
Il sort en salles en 2010 au sein de l'anthologie Logorama and Co.. Il reçoit le Cristal du meilleur court-métrage d'animation lors du festival d'Annecy 2011.
La compagnie de production d'Adam Sandler le développe ensuite en un long métrage : Pixels réalisé par Chris Columbus, sorti en 2015.

## Synopsis
Un homme abandonne un vieux poste de télévision dans une rue de New York, mais une fois parti le poste s'allume et lâche un nuage multicolore de pixels. Le nuage flotte au-dessus de la ville puis se rompt et se transforme en de vertigineuses versions de jeux vidéo classiques en 8-bit, qui commencent tous à détruire Manhattan. Quand quelque chose est frappé ou touché par les créatures en pixels, elle devient pixelisée à son tour.
- Les aliens de Space Invaders attaquent des voitures, qui s'émiettent en pixels.
- Pac-Man est représenté traversant une carte de métro, où toutes les stations ressemblent aux pac-gommes du jeu. Quand il en mange une, on voit la véritable station disparaitre (la première station qu'il mange porte un signe, une cerise géante).
- Puis, des blocs de Tetris géants tombent du ciel, s'empilant sur des immeubles géométriques. Quand un étage est achevé, il disparait.
- Un essaim de palettes d'Arkanoid joue contre les briques du pont de Brooklyn, le détruisant lentement.
- Tout en haut de l'Empire State Building se trouve Donkey Kong, qui jette d'énormes tonneaux sur la rue d'en-dessous.
- Frogger est vu traversant une autoroute New Yorkaise chargée, il est la seule créature de jeux vidéo à ne causer aucun dommage.

À la fin, une bombe géante, évoquant Bomberman, apparait dans la rue. Quand elle explose, la vague d'explosion transforme lentement la cité tout entière en pixels, puis s'étend à travers le monde, et bientôt la Terre n'est plus qu'un cube géant de pixel, flottant silencieusement dans l'espace.

## Fiche technique
Sauf indication contraire, les informations mentionnées dans cette section peuvent être confirmées par la base de données cinématographiques IMDb,  présente dans la section « Liens externes ».
- Titre : Pixels
- Réalisation : Patrick Jean
- Scénario : Patrick Jean
- Photographie : Mathias Boucard
- Production : Johnny Alves et Benjamin Darras
- Société de production : One More Production
- Pays de production :  France
- Durée : 2 min 34 s
- Dates de sortie : 
  - États-Unis : avril 2010
  - France : 21 novembre 2010 (Festival du film court de Villeurbanne) ; 5 octobre 2011 (en salles au sein du programme Logorama and Co.)

## Commentaires
Le générique de fin est présenté sous la forme d'un high score.
De multiples logos de compagnies de l'époque apparaissent sur des publicités : Commodore Business Machines, Ocean Software et Psygnosis aux entrées de métro, et Atari sur un gratte-ciel.